# Miramas
Miramas är en kommun i departementet Bouches-du-Rhône i regionen Provence-Alpes-Côte d'Azur i sydöstra Frankrike. Kommunen ligger  i kantonen Istres-Nord som ligger i arrondissementet Istres. År 2022 hade Miramas 25 891 invånare.

## Befolkningsutveckling
Antalet invånare i kommunen Miramas
Referens:INSEE